# 영축산
영축산(靈鷲山)은 대한민국 울산광역시 울주군 삼남읍 방기리와 경상남도 양산시 하북면과 원동면에 경계를 이루는 낙동정맥의 산이다. 경상남도 양산시 하북면과 원동면에 걸쳐 있는 산으로 영남 알프스의 일부를 이루는 산이다. 높이는 1,082.235미터. 신불산 아래에 위치하며 울산광역시와 양산시 경계지역에 있다. 단조늪이 있다. 영취산, 취서산(鷲棲山)과 축서산 등으로도 불린다.
대체로 동쪽은 급경사를 이루어 암벽이 병풍을 편 듯 늘어서 있고, 서쪽은 완만하여 계곡이 발달되어서 대조를 이루고 있다.

## 위치
영축산은 가지산에서 남쪽으로 뻗은 낙동정맥의 줄기가 능동산에 이르러 두 줄기로 갈라지는데, 남서진하는 줄기는 밀양의 천황산과 제약산으로 이어지고, 동쪽으로 내려와 배내고개를 건너 남진하는 낙동정맥의 산줄기는 간월산과 신불산을 지나 영축산의 첫머리에서 높이 솟구쳐 계속 남쪽으로 이어진다. 여기서 남으로 조금 내려가면 영축산의 남쪽 산록에 있는 가지산 도립공원 내에는 큰 사찰인 통도사를 찾을 수 있다.

## 지명 유래
영축산은 석가모니가 법화경을 설법한 고대 인도의 마가다국에 있던 산 이름에서 유래된 것으로 알려져 있다. 하지만 한자 표기는 '영축산(靈鷲山)'과 '취서산(鷲栖山)' 두 가지로 표기되어 한글로 영축산·영취산·축서산·취서산 등으로 혼용되어 부르고 있다. 이 같은 현상은 한자 '취 또는 축(鷲)' 자에 대한 한글 표기의 문제에서 비롯되었다. 일반 옥편에서는 '독수리 취'라고 표기되어 있다. 그러나 불교에서는 '축'으로 발음하는 것이 보편적이다.
한편 '취 또는 축' 자가 원래 '축'으로 표기되었다는 근거는 1463년(세조 9)에 간경도감에서 간행된 《법화경언해본》에서 찾을 수 있는데 산 이름의 혼용이나 혼재는 불교에서 유래된 '축(鷲)' 자를 취(就)자와 조(鳥)자의 합자로 된 '취(鷲)'자와 혼동하는 원인에 있다고 본다. 이러한 혼동을 피하기 위해 2001년 1월 9일 양산시 지명위원회에서 영축산으로 확정지었다.

## 같이 보기
- 한국의 산
- 낙동정맥
- 가지산 도립공원
- 간월산
- 천황산
- 석가모니

## 참고 자료
- 「한국의 사찰」, 통도사(通度寺),  대한불교진흥원 저, 대한불교진흥원(2006년, 381~382p)